# Natalia Shajovskaya
Natalia Shajovskaya (en ruso: Ната́лия Никола́евна Шаховска́я; Moscú, 27 de septiembre de 1935-Ibídem, 20 de mayo de 2017) fue una violonchelista rusa.

## Biografía
Natalia Shajovskaya estudió en la Escuela de Música de Gnessin y posteriormente en el Conservatorio de Moscú, bajo la dirección de Semión Kozolúpov. Sus estudios de perfeccionamiento los llevó a cabo en este mismo centro con Mstislav Rostropóvich.
Ganadora de los más importantes concursos de interpretación, tanto rusos como internacionales (entre ellos el Concurso Internacional Chaikovski, donde obtuvo el Primer Premio y Medalla de Oro), Natalia Shajovskaya llevó a cabo una intensa vida concertística tanto en recital como con las mejores orquestas y directores. 
Fue profesora del Conservatorio de Moscú, centro en el que fue Titular de la Cátedra de Violonchelo y Directora del Departamento de Contrabajo entre 1974 y 1995, tras haber dejado vacante ese puesto Rostropovich a su salida de Rusia. Shajovskaya cuenta en su haber con más de cuarenta alumnos premiados en concursos internacionales. Fue invitada a dar clases magistrales en todo el mundo y a formar parte del jurado en concursos internacionales de interpretación. También fue Titular de la Cátedra de Violonchelo Sony de la Escuela Superior de Música Reina Sofía de Madrid.